# Odontanthias wassi
Odontanthias wassi är en fiskart som beskrevs av Randall och Phillip C. Heemstra 2006. Odontanthias wassi ingår i släktet Odontanthias och familjen havsabborrfiskar. Inga underarter finns listade i Catalogue of Life.